# Rosa fedtschenkoana
Rosa fedtschenkoana är en rosväxtart som beskrevs av Eduard August von Regel. Rosa fedtschenkoana ingår i släktet rosor, och familjen rosväxter.

## Underarter
Arten delas in i följande underarter:
- R. f. lageniformis
- R. f. ovata
- R. f. pubescens
- R. f. glandulosa

## Bildgalleri

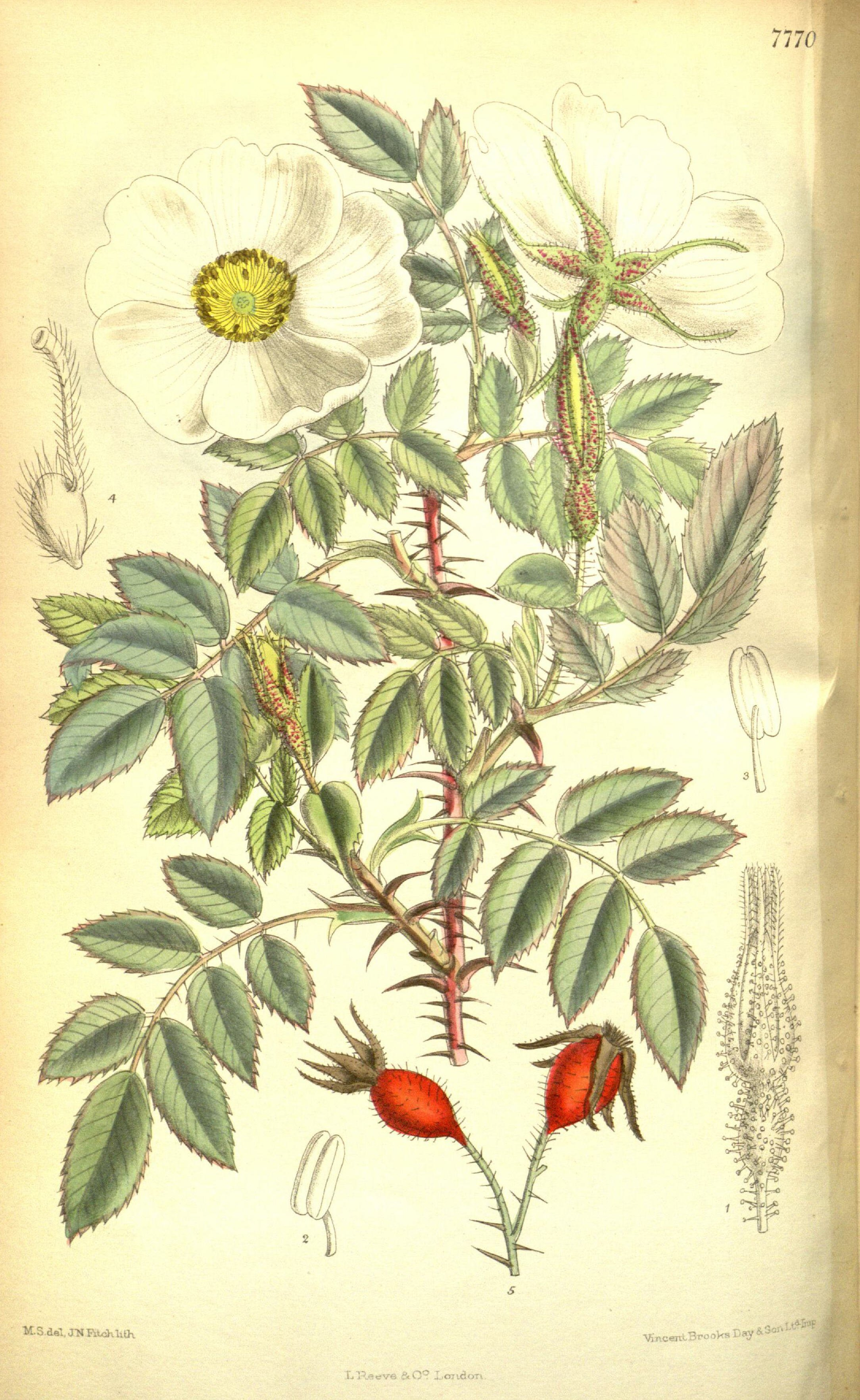